# Islám na Slovensku
Islám na Slovensku není příliš rozšířen a jedná se o minoritní náboženství. Hlásí se k němu zhruba 5 000 obyvatel, což je asi 0,1 % veškerých obyvatel země. Jsou to buď přistěhovalci ze zemí Blízkého východu či bývalé Jugoslávie nebo jejich příbuzní, konvertité.  Žijí hlavně v okolí Bratislavy, Košic, Martina, Nitry a Levic..
Islám na Slovensku není registrovaným náboženstvím.
Slovensko je jediným členským státen Evropské unie kde nestojí oficiální mešita. Muslimská komunita se proto schází v pronajatých domech nebo v provizorních modlitebnách.